# Waiwai (volk)
Waiwai is een inheems volk in Guyana en Noord-Brazilië en voor een beperkt deel in het Tigri-gebied van Suriname. Als taal wordt Waiwai gesproken, dat een variant is binnen de Caraïbische talen.
In Guyana bevinden de Waiwai zich vooral in de regio Kanashen in de binnenlanden. Zij zijn met 170 inheemsen (2006) het kleinste inheemse volk in het land, waar rond de 30.000 inheemsen wonen. In Brazilië waren 2.502 Waiwai verspreid over de staten Amapá, Pará en Roraima. Er leven nog nakomelingen van de Waiwai in Kwamalasamoetoe, Suriname.

## Geschiedenis
De ontdekkingsreiziger Sir Robert Schomburgk was een van de eerste niet-inheemsen toen hij in december 1837 in contact trad met de Waiwai. Hij vond een dorp aan een zijrivier van de Essequiborivier, samen met twee andere aan de Mapuerarivier in Brazilië. Schomburgk beschrijft de Waiwai als:
"Van gemiddelde lengte, hun huid lichter dan die van Tarumas, in hun algemene uiterlijk en taal lijken ze veel op de Makuskis. De Woyawais zijn geweldige jagers en worden gevierd voor hun honden. Qua uiterlijk zijn ze over het algemeen vuil. '
In het begin van de 20e eeuw trokken enkele van de Waiwai in Brazilië verder naar het noorden. Een reden zou de toen heersende griepepidemie geweest kunnen zijn die de Taruma-stam bijna heeft uitgeroeid. Van 1933 tot 1938 trokken de Waiwai-mensen dieper het binnenland van Guyana in, om te voorkomen dat er samengewerkt zou worden met de grenscommissie.

## Leefgebied
De Waiwai leven in het uiterste zuiden van Guyana, vlak bij de bovenloop van de Essequiborivier. Er zijn ongeveer 170 Waiwai in Guyana en 2.502 in Brazilië. In Brazilië bevinden ze zich voornamelijk in de noordelijke staten Roraima en Pará.
De Waiwai in Guyana wonen in het dorp Kanashen. In 2007 werd, als eerste in Guyana, een gebied van 6.486 km2 een legaal beschermd gebied en officieel eigendom van de stam.

## Cultuur

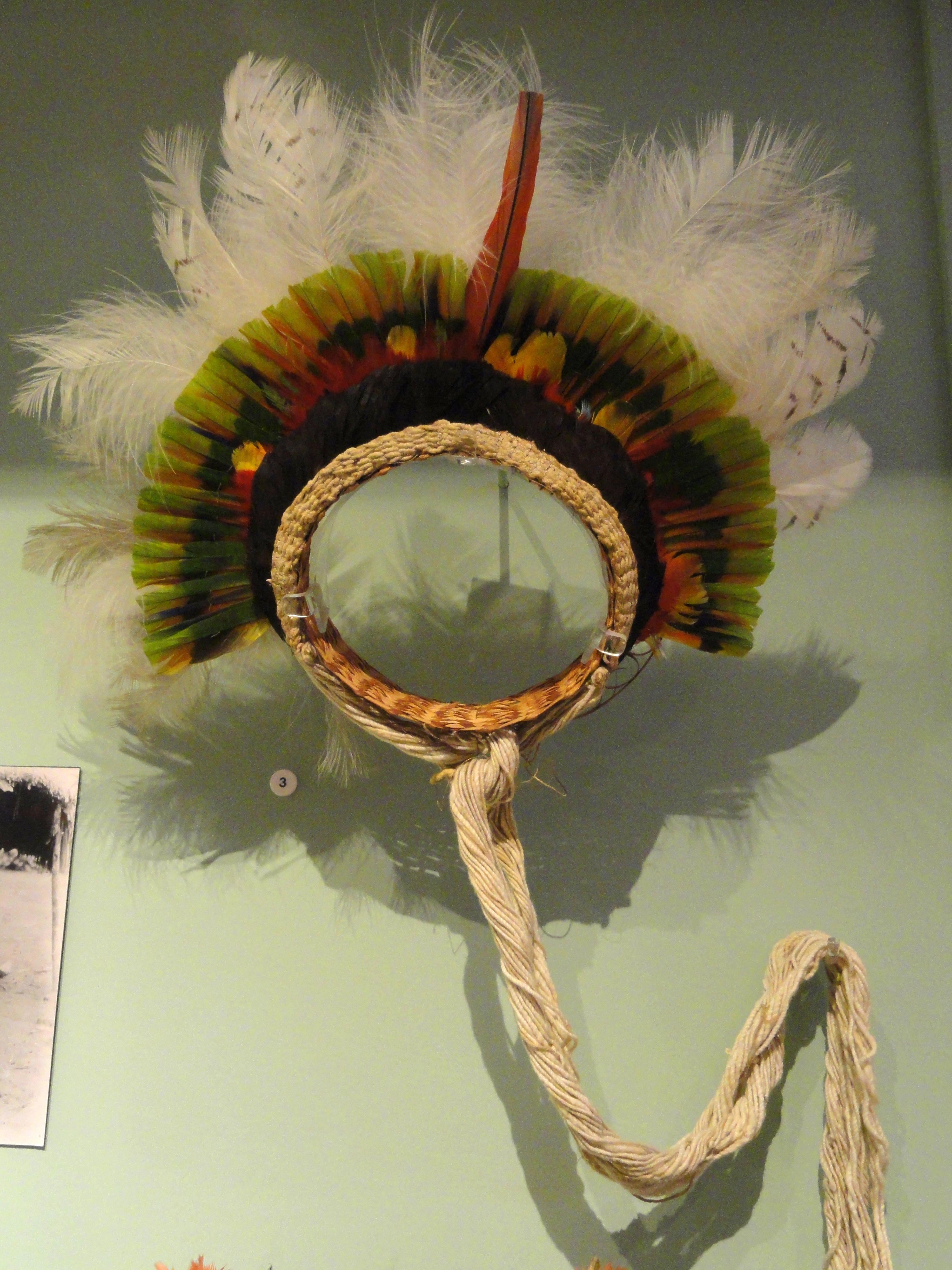
Een hoofdtooi van de Waiwai

De Waiwai leven van de jacht en de landbouw. Door de jaarlijkse regenval van 4 meter kan er niet voldoende voedsel geproduceerd worden. Hun traditionele landbouwmethode was het hakken en branden.
Daarnaast staan ze om hun weverij bekend, waaronder van hangmatten die ze op vierkante frames weven. Van tevoren wikkelen ze katoen tot garen. Andere ambachten zijn de vervaardiging van aardewerk, geweven kammen, botfluiten en meer.
De Waiwai maken muziek met instrumenten als gitaren, fluiten en handtrommels. Deze maken ze zelf van materialen uit de natuur.

## Huwelijk
Mansiya is het Waiwai-woord voor huwelijk. Voor vrouwen kan het huwelijk pas plaatsvinden nadat ze rond hun dertiende hun eerste menstruatie hebben gehad. De meeste vrouwen zijn op hun zeventiende getrouwd.

## Religie
De medicijnman of sjamaan is in de Waiwaicultuur de yaskomo. Hij voert onder meer het ritueel van de zielsvlucht uit die gericht is op genezing, waardoor kennis vergaard zou worden voor een betere oogst of genezing.
Westerse invloeden hebben de traditionele cultuur en religie drastisch veranderd. Een groot deel van de Waiwai heeft zich bekeerd tot het christendom. Door de vervolging van missionarissen tijdens de regering van Forbes Burnham vluchtten veel christelijke Waiwai naar het buurland Brazilië.
Arowakken (Lokono) · Karaïben (Kari’na) · Trio · Wayana

Akuriyo · Aparai · Katuena · Mawayana · Saloema · Sikiiyana · Tunayana · Waiwai · Warau
Akawaio · Arecuna · Arowakken (Lokono) · Karaïben (Kari’na) · Macushi · Patamona · Waiwai · Wapishana · Warau

Mawayana · Taruma · Trio